# Hugh Bigod, 3. Earl of Norfolk

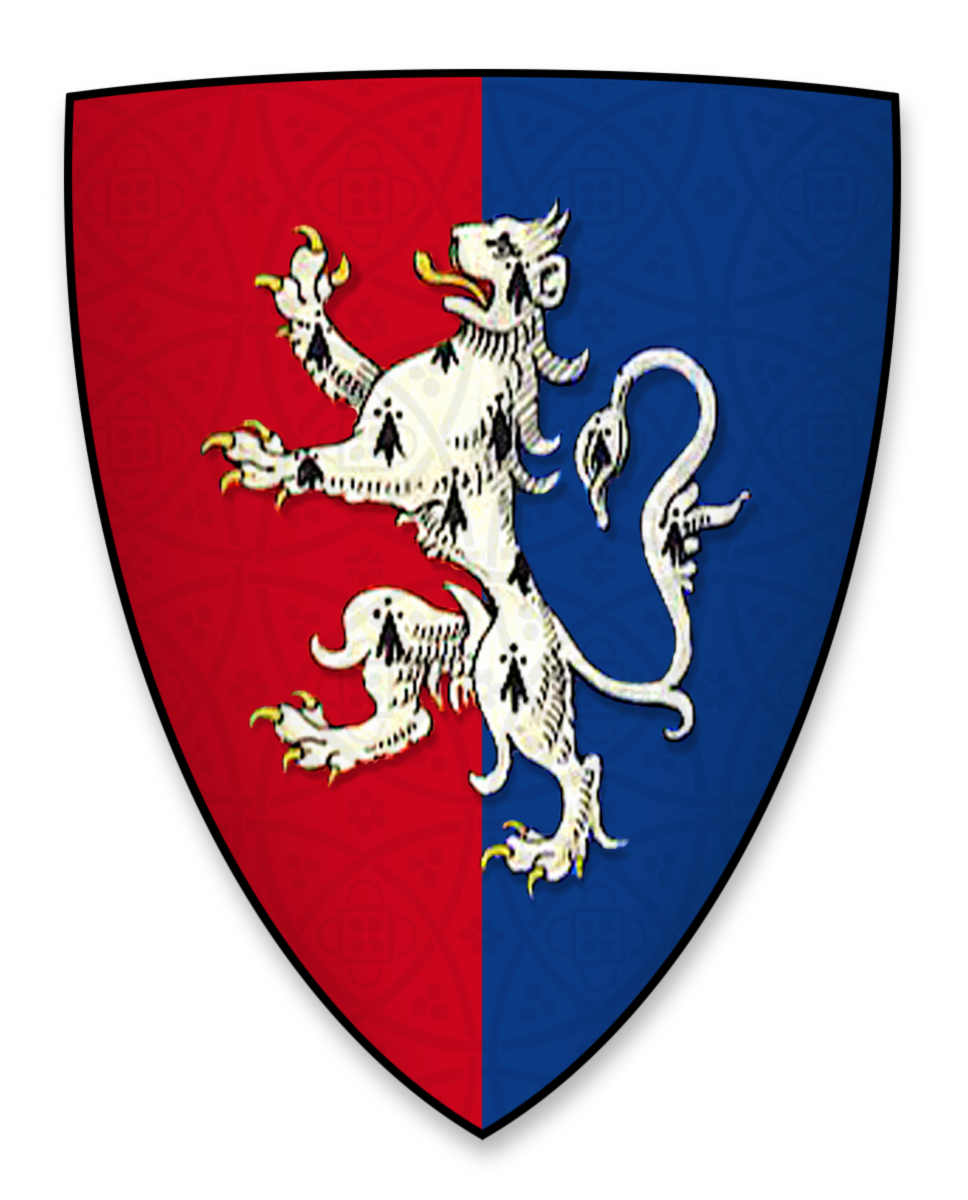
Wappen von Hugh Bigod als Erbe seines Vaters

Hugh Bigod, 3. Earl of Norfolk († um 11. Februar 1225), war ein englischer Magnat. Wie sein Vater gehörte er der Adelsopposition an, die König Johann Ohneland zur Anerkennung der Magna Carta zwang.

## Herkunft
Hugh Bigod entstammte der anglonormannischen Adelsfamilie Bigod. Er war der älteste Sohn von Roger Bigod, 2. Earl of Norfolk und von dessen Frau Ida.

## Leben
1206 oder 1207 heiratete er Matilda, eine Tochter von William Marshal, 1. Earl of Pembroke. Wie sein Vater schloss er sich im Frühjahr 1215 in Stamford der Adelsopposition gegen König Johann Ohneland an, die schließlich im Juni den König zur Anerkennung der Magna Carta zwang. Bigod wurde wie sein Vater zu einem der 25 Barone gewählt, die die Einhaltung der Bestimmungen der Magna Carta durch den König überwachen sollte. Als der König im September mit Unterstützung von Papst Innozenz III. seine Anerkennung der Magna Carta widerrief, gehörten Hugh Bigod und sein Vater während des folgenden Kriegs der Barone gegen den König zu den Führern der Rebellion in East Anglia. Dafür wurde er im Dezember vom Papst als Rebell exkommuniziert. Im März 1216 konnte König Johann Framlingham Castle, den Hauptsitz der Bigods, erobern. Er begnadigte die gefangen genommenen Gefolgsleute der Bigods und enteignete diejenigen, die die Rebellion fortsetzten. Dennoch kämpften Hugh Bigod und sein Vater weiter auf der Seite der Rebellen, auch als König Johann im Oktober 1216 starb und sein minderjähriger Sohn Heinrich neuer König wurde. Erst nach dem Frieden von Lambeth im September 1217 unterwarfen sie sich dem Regentschaftsrat, der für den minderjährigen König die Regierung führte. Bis April 1218 erhielt sein Vater seine Ländereien und Titel zurück, danach zog sich der über 70-jährige Roger Bigod zunehmend zurück und starb wahrscheinlich im Sommer 1221. Hugh übernahm nun ein umfangreiches, gefestigtes Erbe mit Ländereien in East Anglia und anderen Teilen Englands, starb aber bereits keine vier Jahre nach seinem Vater. Seine Witwe heiratete noch 1225 in zweiter Ehe William de Warenne, 5. Earl of Surrey.

## Nachkommen
Aus seiner Ehe mit Matilda Marshal hatte er mehrere Kinder, darunter:
- Roger
- Hugh
- Isabel Bigod (1212–1250)

1. ⚭ Gilbert de Lacy
2. ⚭ John fitz Geoffrey, Lord of Shere